# Grace Legote
Grace Matsetsa Legote, née le 2 mai 1992 à Delareyville, est une gymnaste rythmique sud-africaine.

## Carrière
Grace Legote est médaillée de bronze au concours général aux Championnats d'Afrique de gymnastique rythmique 2009 au Caire et médaillée d'or au cerceau aux Championnats d'Afrique de gymnastique rythmique 2010 à Walvis Bay.
Aux Championnats d'Afrique de gymnastique rythmique 2012 à Pretoria, elle est médaillée d'argent au ruban et par équipes, et médaillée de bronze au concours général, au cerceau et au ballon.
Aux Championnats d'Afrique de gymnastique rythmique 2014 à Pretoria, elle est médaillée d'or au concours général, par équipes, au ballon, aux massues et au ruban et médaillée d'argent au cerceau.
Aux Championnats d'Afrique de gymnastique rythmique 2016 à Walvis Bay, elle est médaillée d'or au concours général, au cerceau, au ballon, aux massues et au ruban et médaillée d'argent par équipes.
Aux Championnats d'Afrique de gymnastique rythmique 2018 au Caire, elle est médaillée d'or aux massues, médaillée d'argent au cerceau et médaillée de bronze au ballon et au ruban.